# Бранимировац
Бранимировац (до 1991. године Бабјак) је насељено место у општини Кошка, у средишњој Славонији, Република Хрватска.

## Историја
До нове територијалне организације у Хрватској насеље се налазило у саставу бивше општине Нашице.

## Становништво
По попису из 2011. године насеље је имало 95 становника.
| Националност       | 1991.        | 1981.        | 1971.        | 1961.        |
| Срби               | 184 (92,46%) | 227 (84,70%) | 353 (96,71%) | 493 (94,99%) |
| Хрвати             | 11 (5,52%)   | 9 (3,35%)    | 10 (2,73%)   | 26 (5,00%)   |
| Југословени        | 4 (2,01%)    | 31 (11,56%)  | 1 (0,27%)    | 0            |
| остали и непознато | 0            | 1 (0,37%)    | 1 (0,27%)    | 0            |
| Укупно             | 199          | 268          | 365          | 519          |

- напомене:

Исказује се као насеље од 1948. До 1991. исказивано под именом Бабјак.